# Heßgasse (Graz)
Heßgasse ist der ehemalige Name einer Gasse im vierten Grazer Stadtbezirk Lend. Ihr aktueller Name ist Wolfgang-Pucher-Gasse.
Diese von 1986 bis 2024 namenlose Gasse verläuft in Nord-Süd-Richtung als erste Parallelgasse (westlich) der Waagner-Biro-Straße, die der Rückseite des Hauptbahnhof-Bahngeländes anliegt und zwar genau als Querverbindung zwischen Laudongasse und Starhemberggasse. Sie wurde nach dem österreichischen Feldmarschall Heinrich Freiherr von Heß (1788–1870) benannt.
Bekannt wurde der Straßenname wegen der der Heßgasse östlich anliegenden vier Wohnblöcke für Delogierte, die inzwischen revitalisiert wurden. Wolfgang Pucher, Pfarrer der Grazer Vinzenz-Pfarre, machte schon 1978 die Stadtpolitik auf die Situation der dort Wohnenden aufmerksam, vor allem war es den Bewohnern schwer möglich, mit dieser Adresse Arbeit zu finden. 1986 löschte man aus sozialpolitischen Gründen die Heßgasse aus dem Straßenverzeichnis des Stadtplans. Die erwähnten einzigen Häuser der seitdem namenlosen Gasse erhielten Postadressen mit Hausnummern der beiden Nachbargassen.
Pfarrer Pucher hat eines der Straßenbezeichnungsschilder (aus grün emailliertem Blech, mit Messingösen in den vier Befestigungslöchern) erhalten und bewahrt. Testamentarisch festgelegt hat er, dass „wenn er die Welt verlässt“ dieses Straßenschild „in meinem Sarg auf meinen Körper gelegt wird.“
Seit dem 22. April 2024 trägt die Gasse offiziell den Namen Wolfgang-Pucher-Gasse.